# Heinrich Reinhold (Politiker)
Johann Heinrich Reinhold (* 15. November 1848 in Fraureuth; † 5. Mai 1928 ebenda) war ein deutscher Gutsbesitzer und Politiker.

## Leben
Reinhold war der Sohn des Gutsbesitzers Johann David Reinhold und dessen Ehefrau Johanne Sophie geborene Singer. Er war evangelisch-lutherischer Konfession und heiratete am 28. Mai 1874 in Langenhessen Anne Thekla Seifert (* 2. Dezember 1854 in Langenhessen; † 22. September 1915 in Fraureuth).
Reinhold lebte als Gutsbesitzer in Fraureuth. Er war dort auch Ortsrichter. Vom 4. April 1888 bis zum 13. November 1911 war er Abgeordneter im Greizer Landtag.